# Liste der Kulturdenkmale in Kleinfurra
Die Liste der Kulturdenkmale in Kleinfurra umfasst die als Ensembles, Straßenzüge und Einzeldenkmale erfassten Kulturdenkmale in der thüringischen Gemeinde Kleinfurra und ihrer Ortsteile Hain und Rüxleben. Erfüllende Gemeinde für Kleinfurra ist die Stadt Bleicherode.
Die Angaben in der Liste ersetzen nicht die rechtsverbindliche Auskunft der zuständigen Denkmalschutzbehörde.

## Legende
- Bild: zeigt ein Bild des Kulturdenkmals und gegebenenfalls einen Link zu weiteren Fotos des Kulturdenkmals im Medienarchiv Wikimedia Commons
- Bezeichnung: Name, Bezeichnung oder die Art des Kulturdenkmals
- Lage: Wenn vorhanden Straßenname und Hausnummer des Kulturdenkmals; Grundsortierung der Liste erfolgt nach dieser Adresse. Der Link Karte führt zu verschiedenen Kartendarstellungen und nennt die Koordinaten des Kulturdenkmals.
 Kartenansicht, um Koordinaten zu setzen – in dieser Kartenansicht sind Kulturdenkmale ohne Koordinaten mit einem roten bzw. orangen Marker dargestellt und können in der Karte gesetzt werden. Kulturdenkmale ohne Bild sind mit einem blauen bzw. roten Marker gekennzeichnet, Kulturdenkmale mit Bild mit einem grünen bzw. orangen Marker.
- Datierung: gibt das Jahr der Fertigstellung beziehungsweise das Datum der Erstnennung oder den Zeitraum der Errichtung an
- Beschreibung: bauliche und geschichtliche Einzelheiten des Kulturdenkmals, vorzugsweise die Denkmaleigenschaften
- ID: Die ID identifiziert das Kulturdenkmal eindeutig. In Thüringen sind aktuell keine IDs veröffentlicht. In der ID-Spalte kann sich auch folgendes Icon  befinden, dies führt zu Angaben zu diesem Kulturdenkmal bei Wikidata.

## Kulturdenkmale nach Ortsteilen

### Kleinfurra
| Bild                           | Bezeichnung                   | Lage                   | Datierung | Beschreibung                                                               | ID |
| ------------------------------ | ----------------------------- | ---------------------- | --------- | -------------------------------------------------------------------------- | -- |
| weitere Bilder Fotos hochladen | Evangelische Kirche St. Annen | Kirchgasse (Karte)     |           | St.-Annen-Kirche samt künstlerischer Ausstattung, Kirchhof und Einfriedung |    |
| BW                             | Wohnhaus                      | Dorfgasse 10 (Karte)   |           | Wohnhaus                                                                   |    |
| BW                             | Wohnhaus                      | Dorfgasse 18 (Karte)   |           | Wohnhaus                                                                   |    |
| BW                             | Hofanlage                     | Dorfgasse 19 (Karte)   |           | Gehöft                                                                     |    |
| BW                             | Wohnhaus                      | Hauptstraße 4 (Karte)  |           | Wohnhaus, vermutlich abgerissen                                            |    |
| BW                             | Hofanlage                     | Hauptstraße 8 (Karte)  |           | Gehöft                                                                     |    |
| BW                             | Hofanlage                     | Hauptstraße 30 (Karte) |           | Gehöft                                                                     |    |
| BW                             | Wohnhaus                      | Hauptstraße 50 (Karte) |           | Wohnhaus                                                                   |    |
| BW                             | Wohnhaus                      | Kirchgasse 37 (Karte)  |           | Wohnhaus                                                                   |    |
| BW                             | Pfarrhof                      | Kirchgasse 41 (Karte)  |           | Pfarrhaus                                                                  |    |
| Fotos hochladen                | ehemaliger Gutshof            | Kirchgasse 42 (Karte)  |           | ehemaliger Gutshof                                                         |    |
| BW                             | Stallgebäude                  | Wiesenweg 47a (Karte)  |           | Stallgebäude                                                               |    |
| BW                             | Wohnhaus                      | Wiesenweg 48 (Karte)   |           | Wohnhaus                                                                   |    |

### Hain
| Bild                           | Bezeichnung | Lage                | Datierung | Beschreibung                                                     | ID |
| ------------------------------ | ----------- | ------------------- | --------- | ---------------------------------------------------------------- | -- |
| weitere Bilder Fotos hochladen | Dorfkirche  | Unterstraße (Karte) |           | Kirche samt künstlerischer Ausstattung, Kirchhof und Einfriedung |    |

### Rüxleben
| Bild                           | Bezeichnung                            | Lage                   | Datierung | Beschreibung                                                     | ID |
| ------------------------------ | -------------------------------------- | ---------------------- | --------- | ---------------------------------------------------------------- | -- |
| weitere Bilder Fotos hochladen | Evangelische Kirche St. Maria virginis | Schulstraße 76 (Karte) |           | Kirche samt künstlerischer Ausstattung, Kirchhof und Einfriedung |    |
| BW                             | Wohnhaus                               | Bachstraße 23 (Karte)  |           | Wohnhaus                                                         |    |
| BW                             | Hofanlage                              | Kirchstraße 72 (Karte) |           | Gehöft                                                           |    |
| BW                             | Hofanlage                              | Kittel 11 (Karte)      |           | Gehöft                                                           |    |
| BW                             | Wohnhaus                               | Kittel 13 (Karte)      |           | Wohnhaus                                                         |    |
| BW                             | Wohnhaus                               | Schulstraße 44 (Karte) |           | Wohnhaus                                                         |    |
| BW                             | Gasthof                                | Schulstraße 61 (Karte) |           | Gasthaus                                                         |    |